# Guy Hamilton
Guy Hamilton, właśc. Mervyn Ian Guy Hamilton (ur. 16 września 1922 w Paryżu, zm. 20 kwietnia 2016 na Majorce) – brytyjski reżyser filmowy.

## Życiorys
Urodził się w Paryżu, gdzie przebywali jego rodzice (ojciec był attaché prasowym przy ambasadzie brytyjskiej). Po ich rozwodzie w 1923 został przewieziony do Wielkiej Brytanii. Tam pobierał naukę w szkole podstawowej, a następnie – średniej.
Już w dzieciństwie marzył o karierze reżysera filmowego, aby w wieku młodzieńczym rozpocząć pracę w kinematografii. W latach 30. pojechał do Francji i zatrudnił się jako roznosiciel napojów w wytwórni filmowej Studios de la Victorine w Nicei. Szybko jednak został klapserem. W 1939, tuż po wybuchu II wojny światowej uciekł z Francji na płynącym do Afryki Północnej węglowcu MS „Saltersgate”. Wśród 500. znajdujących się na nim uchodźców był także pisarz Somerset Maugham. Z Oranu dotarł do Gibraltaru, by w czerwcu 1940 powrócić do Wielkiej Brytanii. Znalazł pracę w londyńskiej bibliotece kroniki filmowej Paramount News, lecz wkrótce otrzymał powołanie do służby w Royal Navy. Służył na kutrze torpedowym, na którym przerzucano do Francji brytyjskich agentów i przejmowano zestrzelonych pilotów alianckich. W czasie wykonywania jednej z misji został pozostawiony w okupowanej przez Niemców Bretanii. Ukrywał się przez miesiąc. Przed ujęciem przez wroga i śmiercią lub niewolą ocaliła go trójka członków francuskiego ruchu oporu. Za okazaną odwagę otrzymał Krzyż Wybitnej Służby. 
Po wojnie chciał kontynuować pracę w filmie. Zaangażował się do ekipy kręcącej w Dartmoor sceny plenerowe. Następnie został trzecim asystentem reżysera Alexandra Kordy. Po kilku latach osiągnął stanowisko pierwszego asystenta. Kolejnym etapem jego kariery była praca z reżyserem Carolem Reedem, który stał się jego mentorem. W 1952 zadebiutował jako samodzielny reżyser filmem The Ringer. Wyreżyserował 22 filmy, w tym cztery o przygodach agenta 007. W 1974 londyńska gazeta „Evening Standard” przyznała superprodukcji Żyj i pozwól umrzeć swoją coroczną Evening Standard British Film Award. Jego późniejsze obrazy nie zyskały już dużej popularności. Widzowie i krytycy wystawili niskie oceny m.in. zrealizowanemu w 1978 filmowi wojennemu z gwiazdorską obsadą – Komandosi z Navarony, będącego kontynuacją Dział Navarony z 1961 (w reżyserii J. Lee Thompsona).
W 1953 poślubił brytyjską aktorkę Naomi Chance. Po rozwodzie z nią ożenił się powtórnie. W 1964 zawarł związek małżeński z Kerimą (właśc. Miriam Charrière), aktorką, której przypisywano  – zapewne w celach reklamowych – pochodzenie algierskie lub jawajskie. Poznał ją kilkanaście lat wcześniej podczas realizacji filmu Outcast of the Islands, reżyserowanego przez Carola Reeda. Od połowy lat 70. para mieszkała w willi w miejscowości Andratx na hiszpańskiej Majorce. Tam też zmarł w wieku 93 lat.

Roger Moore: Wiedział jak przekazać idealnie zrównoważone napięcie, dramat, zaskoczenie,  akcję i humor. Ale przede wszystkim był również cudownym człowiekiem, z którym spędziłem razem wiele szczęśliwych dni, tygodni i miesięcy na i poza planem… Guy miał cudowne poczucie humoru, a mając mnie przy sobie, bardzo mu było potrzebne..

## Filmografia
- The Ringer, 1952
- The Intruder, 1953
- Pan inspektor przyszedł, 1954
- Charley Moon, 1956
- Manuela, 1957
- The Colditz Story, 1959
- A Touch of Larceny, 1959
- Uczeń diabła, 1959
- The Best of Enemies (wł. I due nemici), 1961 – współreż. Alessandro Blasetti
- Man in the Middle, 1964
- Goldfinger, 1964
- Pogrzeb w Berlinie, 1966
- Bitwa o Anglię, 1969
- Diamenty są wieczne, 1971
- Żyj i pozwól umrzeć, 1973
- Człowiek ze złotym pistoletem, 1974
- Komandosi z Navarony, 1978
- Pęknięte zwierciadło, 1980
- Zło czai się wszędzie, 1982
- Remo: Nieuzbrojony i niebezpieczny, 1985
- Try This One for Size, 1989